# Tour du Pays Dunois
Le Tour du Pays Dunois est une course cycliste française qui se déroule chaque année au mois d'avril autour de Azerables, dans le département de la Creuse. Créée en 1982, elle est organisée par l'ANC Dun-le-Palestel.
L'épreuve fait partie du calendrier national de la Fédération française de cyclisme.

## Présentation
À sa création, la course est organisée par l'ASPTT Guéret sous le nom de Tour du Canton de Dun-le-Palestel. Ele est ensuite dirigée par l'ANC Dun-le-Palestel à partir de 1996 et prend son appellation actuelle en 2009. 

## Palmarès
| Année                             | Vainqueur              | Deuxième           | Troisième            |
| --------------------------------- | ---------------------- | ------------------ | -------------------- |
| Tour du Canton de Dun-le-Palestel |                        |                    |                      |
| 1982                              | Raymond Perrin         | Jean Pinault       | Charles Turlet       |
| 1983                              | Michel Besse           | Alain Cuisinaud    | Jean-Claude Devaux   |
| 1984                              | Jean-Philippe Fouchier | Philippe Berron    | Gérard Simonnot      |
| 1985                              | Jean-Claude Laskowski  | Jean-Pierre Mitard | Claude Aiguesparses  |
| 1986                              | Patrick Senisse        | Éric Fouix         | Michel Larpe         |
| 1987                              | Michel Larpe           | Philippe Mondory   | Jean-François Lantot |
| 1988                              | Philippe Mondory       | Michel Commergnat  | Michel Concaud       |
| 1989                              | Éric Dudoit            | Philippe Mondory   | Alain Ruiz           |
| 1990                              | Frédéric Garnier       | Klas Johansson     | Gérard Guazzini      |
| 1991                              | Éric Fouix             | Franck Vilpoux     | Kevin Smith          |
| 1992                              | Thierry Ferrer         | Stéphane Boury     | Éric Fouix           |
| 1993                              | Christian Jany         | Christian Magimel  | Michel Commergnat    |
| 1994                              | Didier Mery            | Denis Jusseau      | Didier Aumenier      |
| 1995                              | Andreas Langl          | Fabien Chatonet    | Laurent Huger        |
| 1996                              | Ludovic Boissonnade    | Tony Jousset       | Franck Champeymont   |
| 1997                              | Christophe Bercy       | Jean-Michel Robert | Florent Cabirol      |
| 1998                              | Mickaël Boulet         | Benoît Luminet     | Didier Commault      |
| 1999                              | David Marié            | Adrian Cagala      | Artur Adamczyk       |
| 2000                              | Jérôme Bonnace         | Loïc Herbreteau    | Stéphane Bellicaud   |
| 2001                              | Stéphane Foucher       | Stéphane Auroux    | Marc Thévenin        |
| 2002                              | Dominique Péré         | Renaud Dion        | Fabrice Billard      |
| 2003                              | Anthony Langella       | Yann Pivois        | Stéphane Auroux      |
| 2004                              | Maxime Méderel         | Loïc Herbreteau    | Stéphane Bellicaud   |
| 2005                              | Jean-Marc Marino       | Jean Mespoulède    | Julien Mazet         |
| 2006                              | Mickaël Larpe          | Tony Huet          | Frédéric Mainguenaud |
| 2007                              | Loïc Herbreteau        | Blel Kadri         | Peter Latham         |
| 2008                              | Cénéric Racault        | Médéric Clain      | Jarosław Stępień     |
| Tour du Canton du Pays Dunois     |                        |                    |                      |
| 2009                              | Ronan Racault          | Loïc Le Gall       | Médéric Clain        |
| 2010                              | Carl Naibo             | Mickaël Meytou     | Tanel Kangert        |
| 2011                              | Carl Naibo             | Nicolas Morel      | Guillaume Gerbaud    |
| 2012                              | Mickaël Larpe          | David Thély        | Nicolas Morel        |
| 2013,                             | Mickaël Larpe          | Marc Staelen       | Ronan Racault        |
| 2014,                             | Willy Perrocheau       | Loïc Bouchereau    | Romain Campistrous   |
| 2015                              | Stéphane Poulhiès      | Sylvain Georges    | Boris Orlhac         |
| 2016,                             | Ronan Racault          | Mickaël Larpe      | Vadim Deslandes      |
| 2017,                             | Théo Vimpère           | Ronan Racault      | Aurélien Lionnet     |
| Tour du Pays Dunois               |                        |                    |                      |
| 2018,                             | Aurélien Lionnet       | Geoffrey Bouchard  | Pierre Bonnet        |